# Teste da comparação
O teste da comparação ou 1º critério de comparação, estabelece um método para aferir a convergência de séries positivas, ou para a convergência absoluta.
Sejam as séries de termos não negativos:
- {\displaystyle \sum _{n=1}^{\infty }a_{n}}
- {\displaystyle \sum _{n=1}^{\infty }b_{n}}

Então se {\displaystyle 0\leq a_{n}\leq b_{n}}, para todo o {\displaystyle n\geq p} (i.e: a partir de uma dada ordem), e se a segunda série converge, então a primeira também converge (e tem soma inferior). Ou ainda, se a primeira diverge, então a segunda também diverge.
Podemos também estabelecer que se {\displaystyle |a_{n}|\leq b_{n}}, então a primeira série converge contanto que a segunda também convirja.

## 2º critério da comparação
Considermos as séries acima descritas e ainda o seguinte limite:
{\displaystyle l=\lim _{n\to \infty }{\frac {a_{n}}{b_{n}}}:b_{n}\neq 0,\forall n\in \mathbb {N} }
- se {\displaystyle l\in \left]0,\infty \right[} as séries {\displaystyle \sum _{n=1}^{\infty }a_{n}} e {\displaystyle \sum _{n=1}^{\infty }b_{n}} têm a mesma natureza.
- se {\displaystyle l=0}

(a) se {\displaystyle \sum _{n=1}^{\infty }b_{n}} converge, então {\displaystyle \sum _{n=1}^{\infty }a_{n}} converge

- se {\displaystyle l=+\infty }

(a) se {\displaystyle \sum _{n=1}^{\infty }a_{n}} converge, então {\displaystyle \sum _{n=1}^{\infty }b_{n}} converge

## Demonstração
Observe cuidadosamente que a segunda afirmação implica a primeira. Demonstremos a primeira:
Suponha que {\displaystyle \sum _{n=1}^{\infty }b_{n}} seja convergente. Ou seja, as somas parciais formam uma seqüência convergente:
{\displaystyle S_{N}^{b}:=\sum _{n=1}^{N}b_{n}} é uma sequência convergente e portanto de Cauchy.
Denote:
{\displaystyle S_{N}^{a}:=\sum _{n=1}^{N}a_{n}}
Queremos mostrar que {\displaystyle S_{N}^{a}} é uma sucessão de Cauchy. Para tal estime:
{\displaystyle \left|S_{N+k}^{a}-S_{N}^{a}\right|=\left|\sum _{n=N+1}^{N+k}a_{n}\right|}
Use a desigualdade triangular:
{\displaystyle \left|S_{N+k}^{a}-S_{N}^{a}\right|\leq \sum _{n=N+1}^{N+k}|a_{n}|\leq \sum _{n=N+1}^{N+k}b_{n}=|S_{N+k}^{b}-S_{N}^{b}|}
Sendo {\displaystyle S_{N}^{b}} uma sucessão de Cauchy, {\displaystyle S_{N}^{a}} também o é.

## Exemplos
Seja a série fatorial que define o número de Euler:
{\displaystyle e=\sum _{n=0}^{\infty }{\frac {1}{n!}}}
Denote por {\displaystyle S_{n}} e {\displaystyle R_{n}} as somas parciais e o resíduo de ordem N:
{\displaystyle e=S_{N}+R_{N}\,}
{\displaystyle S_{N}=\sum _{n=0}^{N}{\frac {1}{N!}}}
{\displaystyle R_{N}=\sum _{n=N+1}^{\infty }{\frac {1}{n!}}}
Vamos mostrar que a série converge e ainda extrairemos uma estimativa para o erro:
{\displaystyle R_{N}=\sum _{n=N+1}^{\infty }{\frac {1}{n!}}={\frac {1}{N!}}\sum _{n=N+1}^{\infty }{\frac {N!}{n!}}}
Como {\displaystyle {\frac {N!}{n!}}={\frac {1}{(N+1)(N+2)\cdots (n)}}<{\frac {1}{(N+1)^{n-N}}},~~n>N}
Assim comparamos:
{\displaystyle R_{N}=\sum _{n=N+1}^{\infty }{\frac {1}{n!}}\leq {\frac {1}{N!}}\sum _{n=N+1}^{\infty }{\frac {1}{(N+1)^{n-N}}}={\frac {1}{N!}}\sum _{n=N+1}^{\infty }(N+1)^{-(n-N)}}
Usanda a soma da série geométrica, temos:
{\displaystyle R_{N}={\frac {1}{N!(N+1)}}\sum _{n=0}^{\infty }(N+1)^{-n}\leq {\frac {1}{N!(N+1)}}{\frac {1}{1-(N+1)^{-1}}}={\frac {1}{N!N}}}